# Departament de Kanem
El departament de Kanem és una subdivisió administrativa de la regió de Kanem al Txad. La capital és Mao que també ho és de la regió. La població s'estimava a la seva creació en 225.000 persones.
El departament està dividit en 10 subprefectures:
- Am Doback
- Kekedina
- Mao
- Melea
- Mondo
- Nokou
- Nthiona
- Rig Rig
- Wadjigui
- Ziguey